# توماس إي. ستانلي
توماس إي. ستانلي (بالإنجليزية: Thomas E. Stanley)‏ هو مهندس معماري أمريكي، ولد في 1 مايو 1917، وتوفي في 23 يناير 2001.